# Jorge Drexler
Pour les articles homonymes, voir Drexler.
Jorge Drexler est un musicien, compositeur et médecin uruguayen né le 21 septembre 1964 à Montevideo.

## Biographie

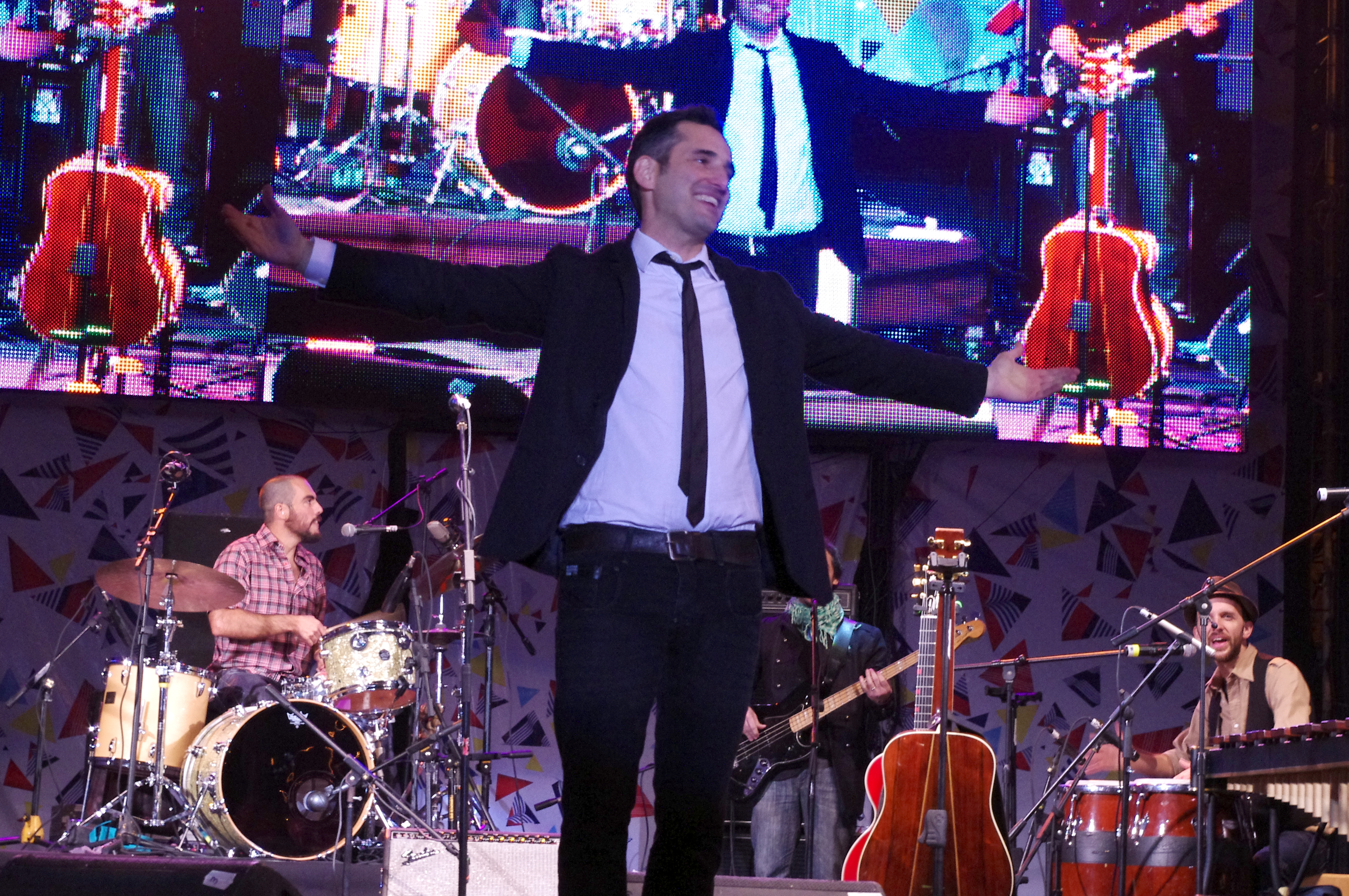
Jorge Drexler lors des festivités du bicentenaire de l'Uruguay, en 2011.

Il fit ses études à l'Instituto Ariel Hebreo Uruguayo. Il fut garde du corps, chanteur dans des synagogues et infirmier à domicile. Il étudia la médecine dans sa ville natale. Après avoir obtenu son diplôme, il travailla en tant qu'ORL, comme ses parents. Il s'est marié à la chanteuse Ana Laan (qui travaille sous le pseudonyme de Rita Calypso), avec qui il a eu un fils, Pablo. Il vit actuellement avec Leonor Watling, actrice et chanteuse du groupe Marlango.
En 1995, il voyagea en Espagne pour faire la première partie lors de trois concerts du musicien Joaquín Sabina. Mais au lieu d'y rester un mois, il s'y installa pour vivre. Il vit en 2022 dans la banlieue de Madrid, mais continue à enregistrer ses disques à Montevideo.
Ses œuvres furent chantées par Ana Belén, Víctor Manuel, Pablo Milanés, Miguel Ríos, Ketama, Neneh Cherry, Ana Torroja, David Broza, Rosario Flores, Jovanotti, Paulinho Moska, l'uruguayen Jaime Roos, la tanguera argentine Adriana Varela et le Bajofondo Tango Club. En 2003, il devint célèbre en Argentine grâce à une publicité qui rendit célèbre sa chanson Me Haces Bien.
Le 27 février 2005, Jorge Drexler devint le premier uruguayen à obtenir un Oscar, dans la catégorie de la meilleure chanson originale pour Al otro lado del río, musique du film Carnets de voyage. La chanson se trouve sur le disque Eco², une réédition du disque Eco édité en 2004.
Pendant la remise des Oscars, la chanson fut interprétée par l'acteur Antonio Banderas accompagné par le guitariste Carlos Santana, les organisateurs ayant considéré que Drexler n'était pas une figure assez connue pour le faire. Quelques jours auparavant, Drexler avait montré son côté rebelle, lorsqu'au moment de recevoir le prix, au lieu du discours de remerciement habituel, il avait interprété sa chanson a cappella, obtenant ainsi une revanche personnelle.
« Componer es un momento de cuestionamiento, euforia y depresión. Una vez que abrís una canción, no tenés más remedio que terminarla. Si no la sensación es de coitus interruptus, horripilante, no te deja dormir. Y cuando lo resolvés..., no quiero continuar con la analogía, pero sí: es como muy bueno, una intensa sensación placentera, de enorme gratificación y de contacto con lo divino. »
— Entrevista a Jorge Drexler, por María Eugenia Ludueña, en la revista de autogestión Hecho en Buenos Aires, n.º 47.
Il présente actuellement[Quand ?] sa nouvelle œuvre intitulée 12 segundos de oscuridad, qui comprend 10 titres originaux et deux versions: une du groupe britannique Radiohead, et une autre du groupe brésilien  Titãs. Son single s'intitule Transoceánica.
Il se produit assez rarement en France mais ses concerts sont remarqués,.

## Discographie
- La Luz que Sabe Robar (1992)
- Radar (1994)
- Vaivén (1996)
- Llueve (1998)
- Frontera (1999)
- Sea (2001)
- La Edad del Cielo (Sus mejores canciones) (2004)
- Eco (2004)
- Eco² (compren 3 bonus tracks + DVD) (2005)
- 12 Segundos de Oscuridad (2006)
- Cara B (2008)
- Amar la trama (2010)
- Bailar en la cueva (2014)